# Aneflomorpha arizonica
Aneflomorpha arizonica là một loài bọ cánh cứng trong họ Cerambycidae.